# Laruns
Laruns település Franciaországban, Pyrénées-Atlantiques megyében. Lakosainak száma 1178 fő (2022. január 1.). Laruns Eaux-Bonnes, Béost, Louvie-Soubiron, Aste-Béon, Gère-Bélesten, Aydius, Accous, Cette-Eygun, Etsaut, Urdos, Jaca, Canfranc, Sallent de Gállego és Arrens-Marsous községekkel határos.

## Népesség
A település népességének változása:
| Lakosok száma | 1187 | 1179 | 1211 | 1194 | 1190 | 1185 | 1181 | 1180 | 1178 |
|               | 2013 | 2015 | 2016 | 2017 | 2018 | 2019 | 2020 | 2021 | 2022 |